# Bahnstrecke Kłodzko–Wałbrzych
| |                                                      |                                                     |                                                    |
| Streckennummer: | 286 (D-29)                                           |                                                     |                                                    |
| Kursbuchstrecke (PKP): | 245                                                  |                                                     |                                                    |
| Streckenlänge: | 50,990 km                                            |                                                     |                                                    |
| Spurweite: | 1435 mm (Normalspur)                                 |                                                     |                                                    |
| Streckengeschwindigkeit: | 80 km/h                                              |                                                     |                                                    |
| Zweigleisigkeit: | Kłodzko–Nowa Ruda Ludwikowice Kłodzkie podt–Głuszyca |                                                     |                                                    |
| |                                                      |                                                     |                                                    |
| \| \| \| von Międzylesie \| \| \| \| 0,000 \| Kłodzko Główne früher Glatz Hbf \| 287 m \| \| \| \| nach Wrocław Głowny \| \| \| \| \| Nysa Kłodzka \| \| \| \| \| Ścinawka \| \| \| \| 4,732 \| Bierkowice früher Birgwitz \| 308 m \| \| \| 7,610 \| Gorzuchów Kłodzki früher Möhlten \| 315 m \| \| \| \| Dzierżoniów–Radków (vorm. Eulengebirgsbahn) \| \| \| \| 14,067 \| Ścinawka Średnia früher Mittelsteine \| 354 m \| \| \| \| nach Meziměstí \| \| \| \| 21,664 \| Nowa Ruda früher Neurode \| 420 m \| \| \| 00 \| Droga wojewódzka 381 (20 m) \| Droga wojewódzka 381 (20 m) \| \| \| 00 \| Viadukt Woliborką (Schwarzbachgrundviadukt; 150 m) \| Viadukt Woliborką (Schwarzbachgrundviadukt; 150 m) \| \| \| 23,836 \| Nowa Ruda Przedmieście \| 429 m \| \| \| 00 \| Viadukt (Köpprichtalbrücke; 186 m) \| Viadukt (Köpprichtalbrücke; 186 m) \| \| \| 00 \| Viadukt Zdrojowisko (Hausdorftalbrücke; 150 m) \| Viadukt Zdrojowisko (Hausdorftalbrücke; 150 m) \| \| \| 27,179 \| Nowa Ruda Zdrojowisko früher Centnerbrunn \| 460 m \| \| \| 28,820 \| Ludwigsdorf (bis 1912) \| 476 m \| \| \| 29,320 \| Ludwikowice Kłodzkie podt \| 478 m \| \| \| \| Wenceslaus-Grube \| \| \| \| 00 \| Viadukt Ludwikowice \| Viadukt Ludwikowice \| \| \| 29,870 \| Ludwikowice Kłodzkie früher Ludwigsdorf (seit 1912) \| 480 m \| \| \| 00 \| Wiadukt Włodzica (100 m) \| Wiadukt Włodzica (100 m) \| \| \| 33,179 \| Świerki Dolne früher Niederkönigswalde \| 519 m \| \| \| 33,478 \| Świerczański (Königswalder Tunnel; 1168 m) \| Świerczański (Königswalder Tunnel; 1168 m) \| \| \| 35,210 \| Bartnica früher Königswalde (Kr Glatz) \| 537 m \| \| \| 35,679 \| Bartnica KSS \| Bartnica KSS \| \| \| \| Bystrzyca \| \| \| \| 00 \| Viadukt Głuszyca (148 m) \| Viadukt Głuszyca (148 m) \| \| \| 40,022 \| Głuszyca Górna früher Ober Wüstegiersdorf \| 500 m \| \| \| 42,263 \| Głuszyca früher Wüstegiersdorf \| 487 m \| \| \| 43,907 \| Głuszycki (Köhlerbergtunnel; 377 m) \| Głuszycki (Köhlerbergtunnel; 377 m) \| \| \| 45,036 \| Jedlina-Zdrój früher Bad Charlottenbrunn \| 496 m \| \| \| \| nach Wrocław Główny \| \| \| \| 47,636 \| Jedlina-Zdrój Borowa früher Steingrund \| 511 m \| \| \| 47,992 \| Jedliński (Ochsenkopftunnel; 1560 m / 1603 m) \| Jedliński (Ochsenkopftunnel; 1560 m / 1603 m) \| \| \| 00 \| Viadukt Dzietrzychów (120 m) \| Viadukt Dzietrzychów (120 m) \| \| \| \| von Wrocław Świebodzki \| \| \| \| 50,990 \| Wałbrzych Główny früher Waldenburg-Dittersbach \| 505 m \| \| \| \| nach Görlitz/Zgorzelec \| \| \| \| \| \| \| \| Quellen: [1][2][3] \| \| \| \| |                                                      |                                                     |                                                    |
| Strecke |                                                      | von Międzylesie                                     | von Międzylesie                                    |
| Bahnhof | 0,000                                                | Kłodzko Główne früher Glatz Hbf                     | 287 m                                              |
| Abzweig geradeaus und nach rechts |                                                      | nach Wrocław Głowny                                 | nach Wrocław Głowny                                |
| Brücke über Wasserlauf |                                                      | Nysa Kłodzka                                        | Nysa Kłodzka                                       |
| Brücke über Wasserlauf |                                                      | Ścinawka                                            | Ścinawka                                           |
| Haltepunkt / Haltestelle | 4,732                                                | Bierkowice früher Birgwitz                          | 308 m                                              |
| Bahnhof | 7,610                                                | Gorzuchów Kłodzki früher Möhlten                    | 315 m                                              |
| Kreuzung geradeaus unten |                                                      | Dzierżoniów–Radków (vorm. Eulengebirgsbahn)         | Dzierżoniów–Radków (vorm. Eulengebirgsbahn)        |
| Bahnhof | 14,067                                               | Ścinawka Średnia früher Mittelsteine                | 354 m                                              |
| Abzweig geradeaus und nach links |                                                      | nach Meziměstí                                      | nach Meziměstí                                     |
| Bahnhof | 21,664                                               | Nowa Ruda früher Neurode                            | 420 m                                              |
| Brücke | 00                                                   | Droga wojewódzka 381 (20 m)                         | Droga wojewódzka 381 (20 m)                        |
| Brücke | 00                                                   | Viadukt Woliborką (Schwarzbachgrundviadukt; 150 m)  | Viadukt Woliborką (Schwarzbachgrundviadukt; 150 m) |
| Haltepunkt / Haltestelle | 23,836                                               | Nowa Ruda Przedmieście                              | 429 m                                              |
| Brücke | 00                                                   | Viadukt (Köpprichtalbrücke; 186 m)                  | Viadukt (Köpprichtalbrücke; 186 m)                 |
| Brücke | 00                                                   | Viadukt Zdrojowisko (Hausdorftalbrücke; 150 m)      | Viadukt Zdrojowisko (Hausdorftalbrücke; 150 m)     |
| Haltepunkt / Haltestelle | 27,179                                               | Nowa Ruda Zdrojowisko früher Centnerbrunn           | 460 m                                              |
| ehemaliger Haltepunkt / Haltestelle | 28,820                                               | Ludwigsdorf (bis 1912)                              | 476 m                                              |
| Blockstelle | 29,320                                               | Ludwikowice Kłodzkie podt                           | 478 m                                              |
| Abzweig geradeaus und nach rechts |                                                      | Wenceslaus-Grube                                    | Wenceslaus-Grube                                   |
| Brücke | 00                                                   | Viadukt Ludwikowice                                 | Viadukt Ludwikowice                                |
| Haltepunkt / Haltestelle | 29,870                                               | Ludwikowice Kłodzkie früher Ludwigsdorf (seit 1912) | 480 m                                              |
| Brücke | 00                                                   | Wiadukt Włodzica (100 m)                            | Wiadukt Włodzica (100 m)                           |
| Haltepunkt / Haltestelle | 33,179                                               | Świerki Dolne früher Niederkönigswalde              | 519 m                                              |
| Tunnel | 33,478                                               | Świerczański (Königswalder Tunnel; 1168 m)          | Świerczański (Königswalder Tunnel; 1168 m)         |
| Bahnhof | 35,210                                               | Bartnica früher Königswalde (Kr Glatz)              | 537 m                                              |
| Abzweig geradeaus und ehemals nach links | 35,679                                               | Bartnica KSS                                        | Bartnica KSS                                       |
| Brücke über Wasserlauf |                                                      | Bystrzyca                                           | Bystrzyca                                          |
| Brücke | 00                                                   | Viadukt Głuszyca (148 m)                            | Viadukt Głuszyca (148 m)                           |
| Bahnhof | 40,022                                               | Głuszyca Górna früher Ober Wüstegiersdorf           | 500 m                                              |
| Bahnhof | 42,263                                               | Głuszyca früher Wüstegiersdorf                      | 487 m                                              |
| Tunnel | 43,907                                               | Głuszycki (Köhlerbergtunnel; 377 m)                 | Głuszycki (Köhlerbergtunnel; 377 m)                |
| Bahnhof | 45,036                                               | Jedlina-Zdrój früher Bad Charlottenbrunn            | 496 m                                              |
| Abzweig geradeaus und nach rechts |                                                      | nach Wrocław Główny                                 | nach Wrocław Główny                                |
| Haltepunkt / Haltestelle | 47,636                                               | Jedlina-Zdrój Borowa früher Steingrund              | 511 m                                              |
| Tunnel | 47,992                                               | Jedliński (Ochsenkopftunnel; 1560 m / 1603 m)       | Jedliński (Ochsenkopftunnel; 1560 m / 1603 m)      |
| Brücke | 00                                                   | Viadukt Dzietrzychów (120 m)                        | Viadukt Dzietrzychów (120 m)                       |
| Abzweig geradeaus und von rechts |                                                      | von Wrocław Świebodzki                              | von Wrocław Świebodzki                             |
| Bahnhof | 50,990                                               | Wałbrzych Główny früher Waldenburg-Dittersbach      | 505 m                                              |
| Strecke |                                                      | nach Görlitz/Zgorzelec                              | nach Görlitz/Zgorzelec                             |
| |                                                      |                                                     |                                                    |
| Quellen: |                                                      |                                                     |                                                    |

Die Bahnstrecke Kłodzko–Wałbrzych ist eine Eisenbahnverbindung in Polen. Sie zweigt in Kłodzko (Glatz) von der Bahnstrecke Wrocław–Międzylesie ab und führt in Niederschlesien über Nowa Ruda (Neurode) nach Wałbrzych (Waldenburg-Dittersbach), wo sie in die Bahnstrecke Wrocław Świebodzki–Zgorzelec einmündet. 
Ursprünglich als Teil einer Fernverbindung zwischen Berlin und Wien konzipiert, diente sie später vor allem zur Abfuhr der im Neuroder Revier geförderten Steinkohlen. Heute hat sie nur noch für den öffentlichen Personennahverkehr eine gewisse Bedeutung.

## Geschichte
Bereits beim Bau der Schlesischen Gebirgsbahn von Görlitz und Kohlfurt nach Waldenburg war deren Fortführung nach Glatz und weiter in Richtung Wien vorgesehen gewesen. Österreich hatte jedoch aus strategischen Gründen kein Interesse an einer solchen Verbindung, so dass sie unausgeführt blieb. In den Jahren 1879 und 1880 wurde dann zumindest die Fortführung bis Glatz durch die Preußischen Staatseisenbahnen als Hauptbahn eröffnet.
Eröffnungsdaten
- Waldenburg/Dittersbach–Neurode: 15. Oktober 1880
- Neurode–Glatz: 15. Oktober 1879

Der Fahrplan 1939 verzeichnete insgesamt acht durchlaufende Personenzugpaare zwischen Waldenburg-Dittersbach und Glatz Hbf, von denen drei von und nach Glatz Stadt durchgebunden waren. Dazu kamen zwei Schnellzugpaare von und nach Berlin Görlitzer Bf über Hirschberg und Görlitz, ein Schnellzugpaar Berlin–Bad Kudowa-Sackisch und ein Eilzugpaar zwischen Berlin und Glatz Hbf. Weitere Personenzüge verkehrten auf Teilstrecken.
Im Zweiten Weltkrieg war die Strecke infolge ihrer Frontferne nie von direkten Kriegseinwirkungen betroffen. 
Am 27. Januar 1945 kam es bei Ludwigsdorf zu einem schweren Unfall, bei dem 60 Menschen ums Leben kamen. Am Tunnel bei Nieder Königswalde kam es bei einem Lazarettzug zu einer Zugtrennung, wonach mehrere Wagen talwärts rollten und schließlich am Bahnhof Ludwigsdorf mit hoher Geschwindigkeit auf einen Prellbock stießen. Die namentlich unbekannten Opfer wurden in einem Massengrab nahe der Unfallstelle beigesetzt. 
Als im Februar 1945 der größte Teil Schlesiens infolge der Niederschlesischen Operation unter sowjetische Kontrolle geriet, war die Strecke Glatz-Waldenburg zusammen mit der Strecke Waldenburg–Görlitz bis zum unmittelbaren Kriegsende im Mai 1945 die einzige noch nutzbare, leistungsfähige Ost-West-Verbindung zur Versorgung der Wehrmachtsverbände im Osten.

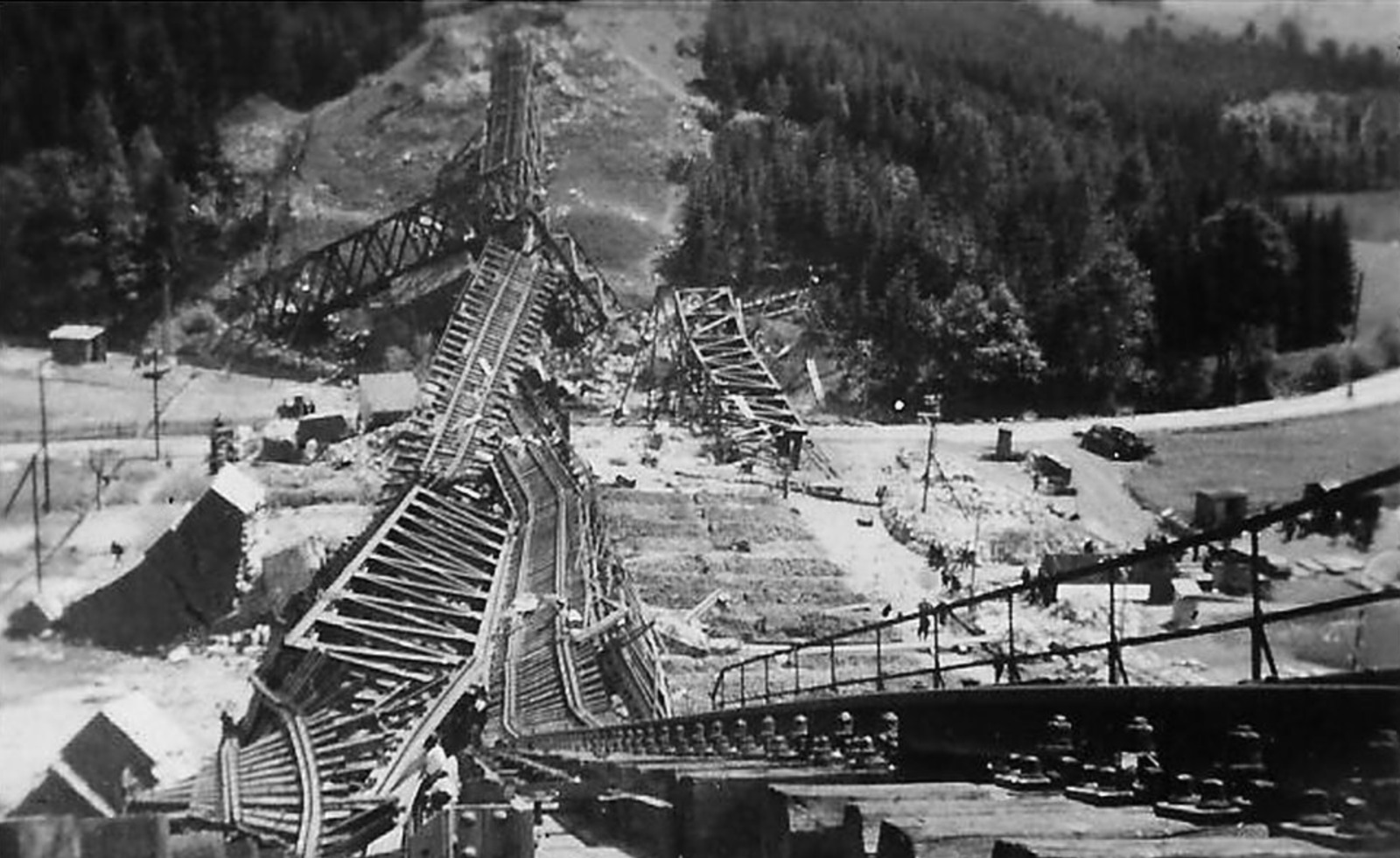
Gesprengte Köpprichtalbrücke (1945)

Am 8. Mai 1945 sprengte ein Verband der SS die Pfeiler der Köpprichtalbrücke bei Kunzendorf und machte so die Strecke unbrauchbar. Unmittelbar darauf besetzten sowjetische Truppen das Bahngebiet.
Nach dem Zweiten Weltkrieg kam das Bahngebiet zu Polen. Die deutschen Namen wurden durch polnische ersetzt. Waldenburg erhielt den neuen Namen Wałbrzych, Glatz wurde zu Kłodzko. Die bislang in Wałbrzych beginnende Kilometrierung wurde auf die Hauptstadt Warschau ausgerichtet. Seitdem liegt der Nullkilometer in Kłodzko. 
Aufgrund der Kriegsschäden musste der Verkehr einige Zeit über das tschechoslowakische Meziměstí geleitet werden. Mit der Inbetriebnahme einer hölzernen Behelfsbrücke neben dem zerstörten Köpprichtalviadukt war die Strecke ab Mai 1946 wieder durchgehend befahrbar. Der Köpprichtalviadukt wurde später eingleisig unter Verwendung geborgener und reparierter Überbauten wieder aufgebaut. 

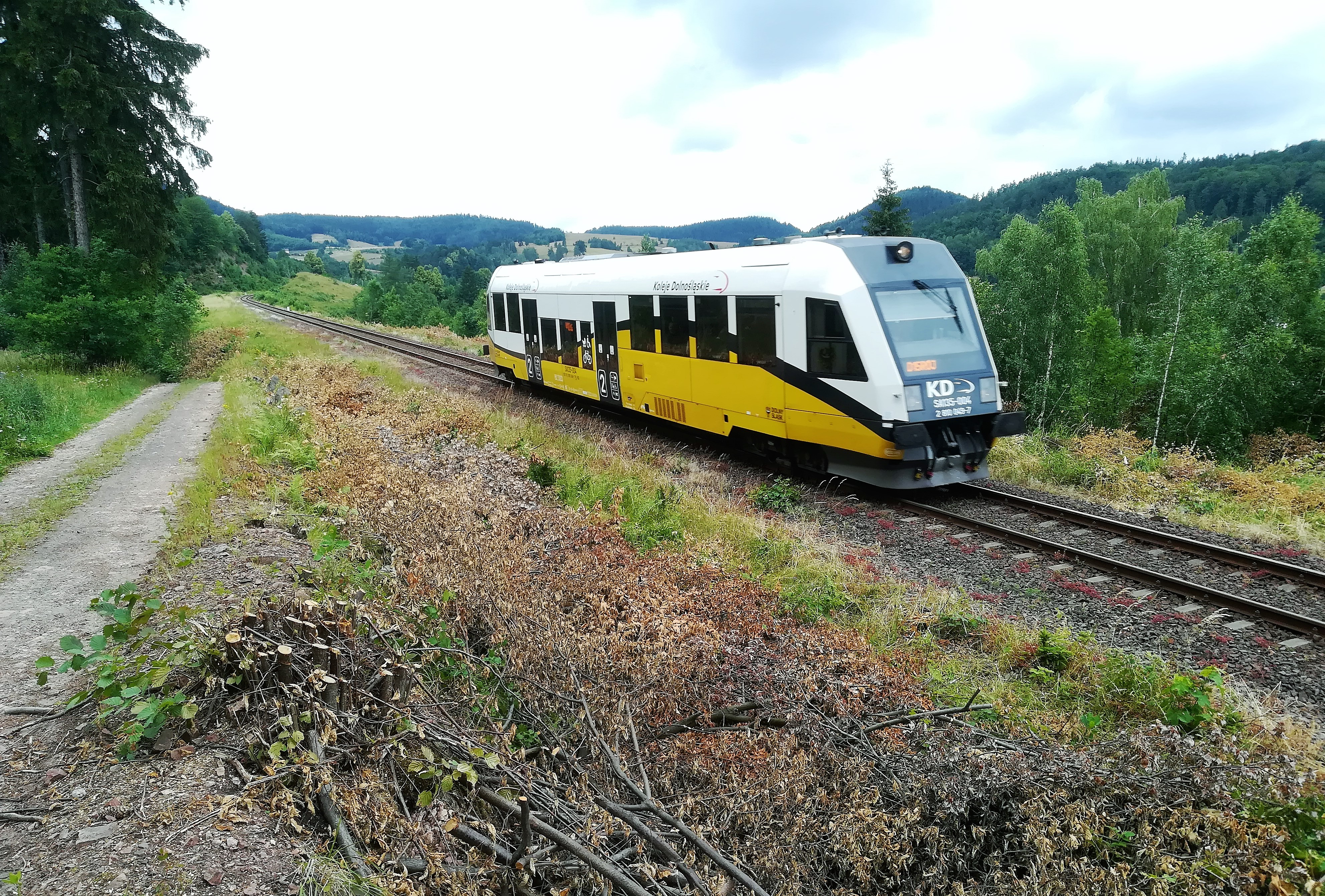
Personenzug der Koleje Dolnośląskie bei Jedlina Zdroj (2018)

Seit 2008 wird der Regionalverkehr auf der Strecke von den Koleje Dolnośląskie (KD) betrieben. Der Jahresfahrplan 2025 sieht fünf Personenzugpaare zwischen Kłodzko Główne und Wałbrzych Głowny vor, die teilweise von und nach Kudowa-Zdrój, Wałbrzych Miasto und Jelenia Góra durchgebunden werden. Zwei weitere Zugpaare verkehren in der Relation Wrocław Główny–Jedlina Zdrój–Kłodzko Główne. Im Fernverkehr fährt ein IC-Zugpaar zwischen Kraków Główny und Szklarska Poręba. 
Im Güterverkehr verkehren insbesondere Ganzzüge mit Schotter von den Steinbrüchen in Tłumaczów und Słupiec.

## Ingenieurbauwerke
- Viadukt Dittersbach
- Ochsenkopftunnel, km 47,992

– Zwei Tunnelröhren mit 1560 m und 1601 m Länge. Die Nordröhre wurde zwischen 1909 und 1911 gebaut, die Südröhre zwischen 1876 und 1879. In der Südröhre liegt kein Gleis mehr. Zwischen der Nord- und der Südröhre gibt es drei Fluchtverbindungsgänge. Der Luftschacht in der Mitte der Südröhre reicht bis an die Oberfläche des Berges.
- Köhlerbergtunnel, km 43,907

– Zwei Röhren mit je 380 m Länge. Die Nordröhre wurde 1876 und 1879 gebaut und zwischen 1936 und 1938 erneuert. Die Südröhre wurde zwischen 1909 und 1911 gebaut. In der Südröhre liegt kein Gleis mehr. Zwischen der Nord- und der Südröhre gibt es einen Fluchtverbindungsgang.
- Viadukt Oberwüstegiersdorf
- Eisenbahntunnel bei Niederkönigswalde, km 33,478

– Zwei Tunnelröhren mit 1171 m und 1168 m Länge. Die Nordröhre wurde 1910 und 1911 gebaut, die Südröhre zwischen 1876 und 1879.
- Wiadukt Włodzica
- Mölketalbrücke
- Hausdorftalbrücke, km 26,5
- Leeden-Viadukt bei Kunzendorf
- Viadukt Waldowitz
- Eisenbahnviadukt über die Steine
- Eisenbahnviadukt über die Glatzer Neiße

Nach dem Übergang Schlesiens an Polen infolge des Zweiten Weltkriegs wurde eine provisorische Eisenbahnbrücke aus Holz errichtet. Die Fundamente, auf denen die Holzbrücke stand, sind heute noch gut zu sehen. Die Holzbrücke wurde fünf Jahre lang benutzt, bis ein Ersatz für die gesprengte Brücke aufgebaut war. Da die neue Brücke 70 Jahre jünger ist als die meisten anderen Brücken der Bahnstrecke, hebt sie sich vom Aussehen deutlich von den anderen Brücken ab.
Anfang der 2020er Jahre wurde bei Reparaturarbeiten am Viadukt bei Ludwigsdorf Sprengstoff entdeckt. Genau wie das Leeden-Viadukt war auch dort eine Sprengung vorbereitet worden, was über 75 Jahre unentdeckt blieb.

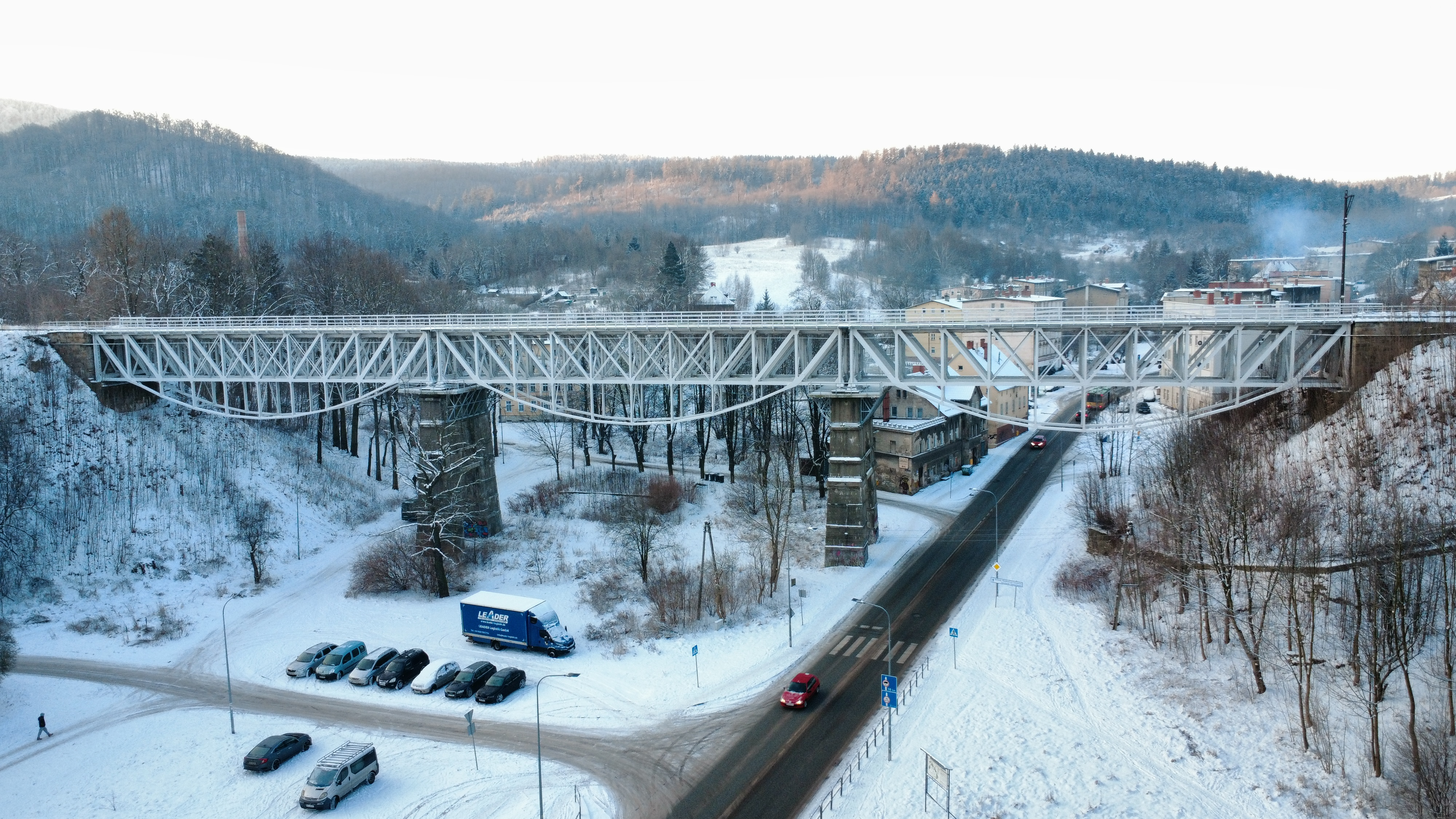
Wiadukt Wałbrzych Dzietrzychów (Waldenburg Dittersbach)
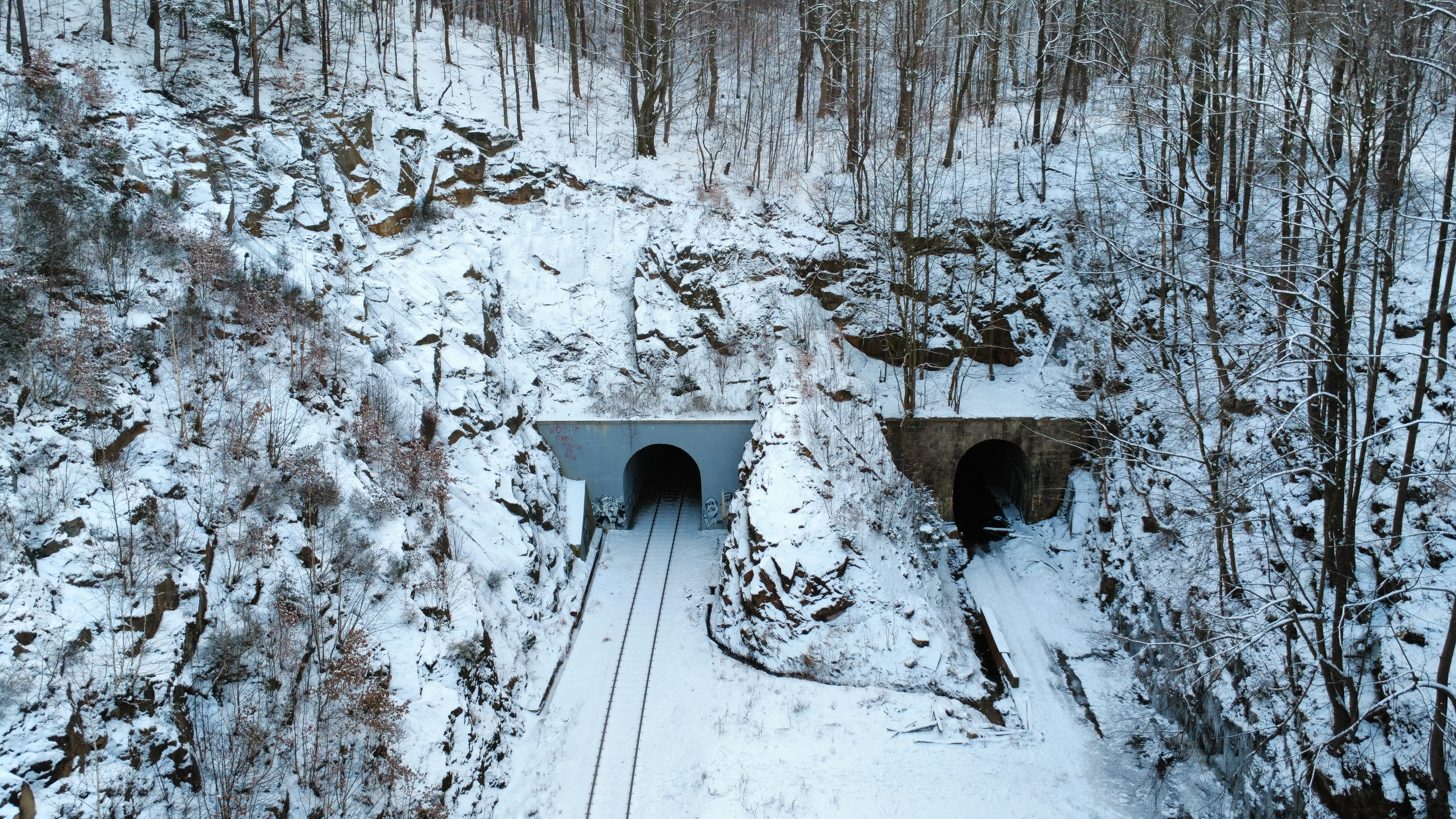
Ochsenkopftunnel
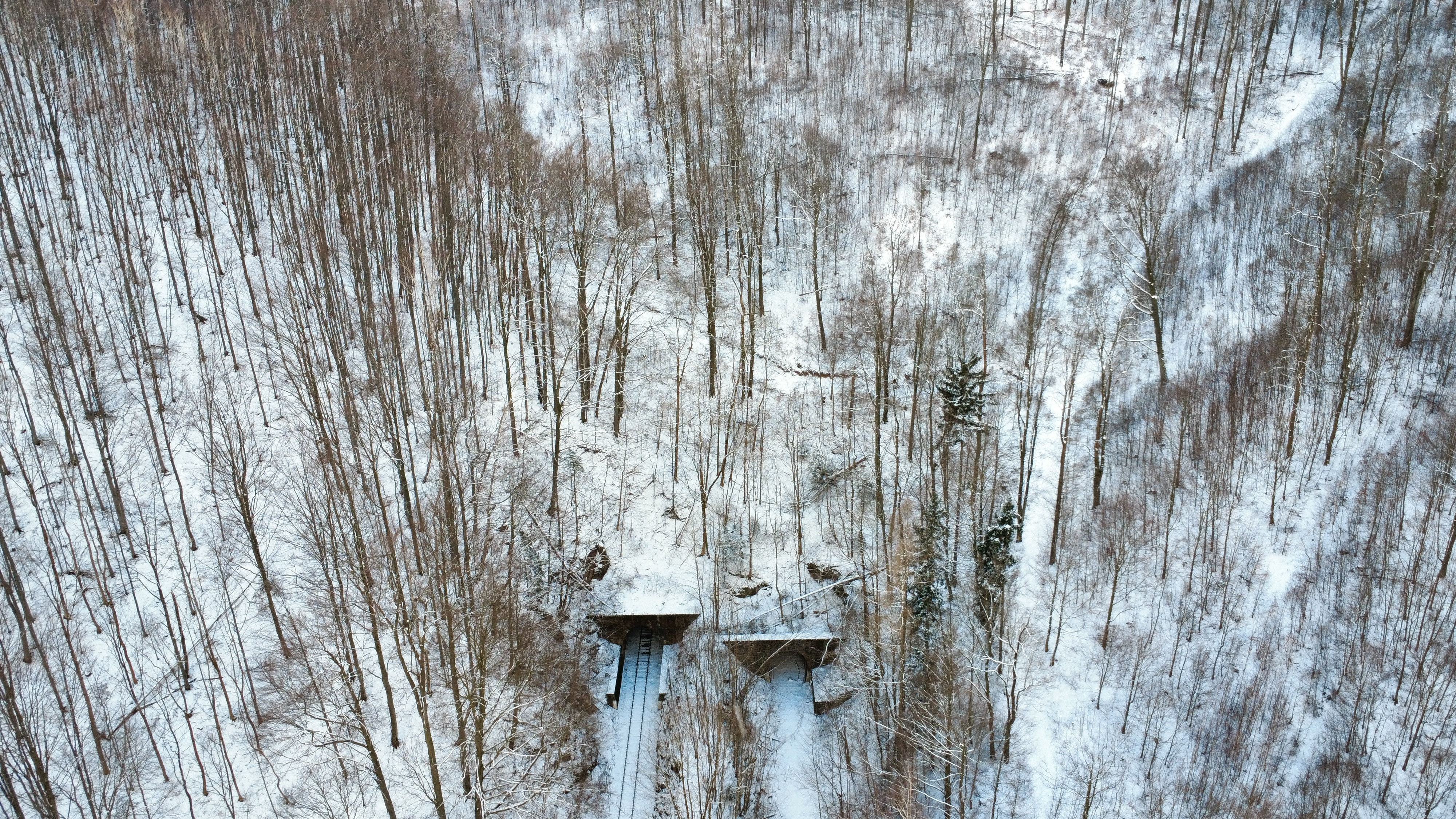
Köhlerbergtunnel
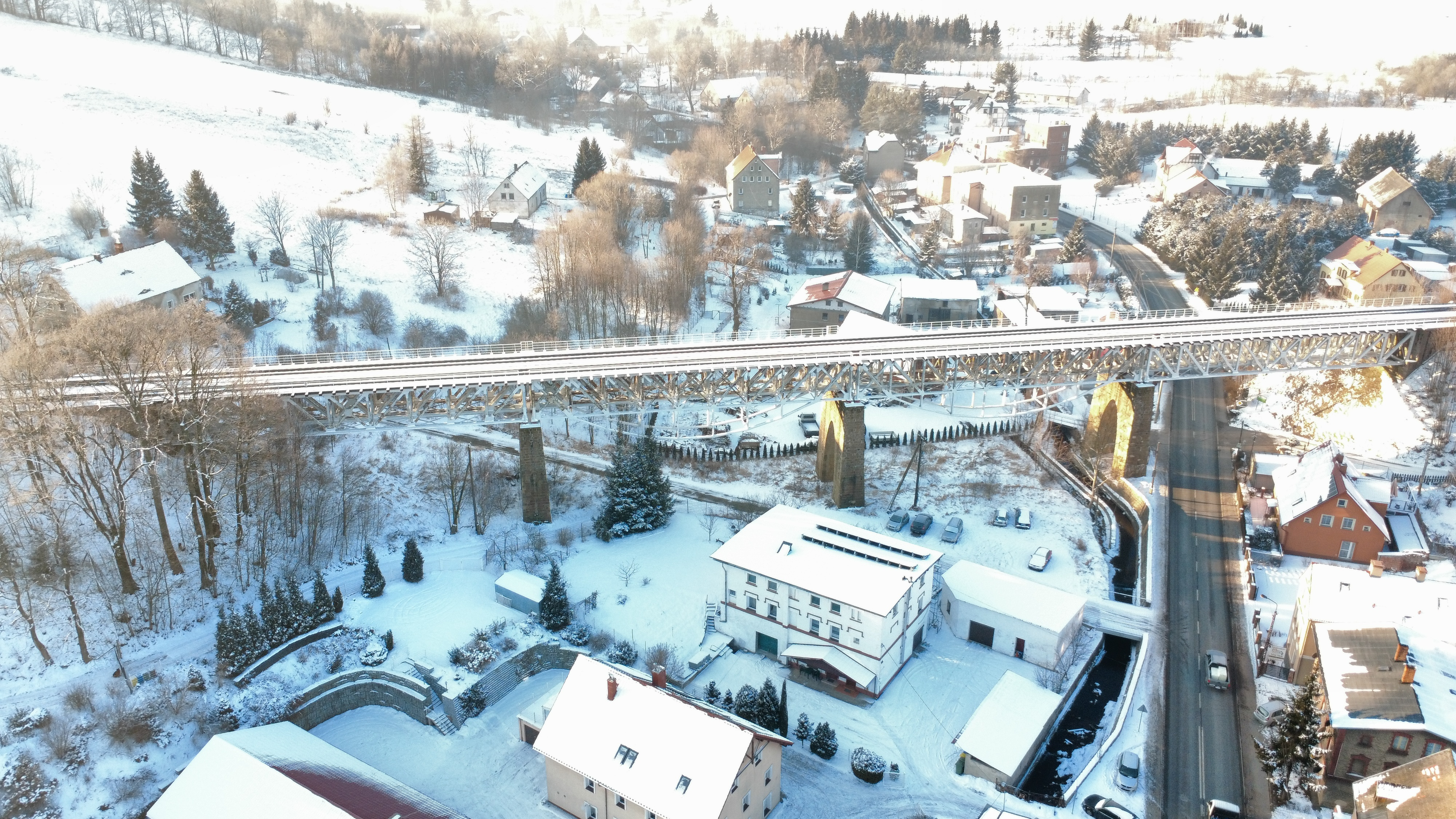
Wiadukt Głuszyca Górna  (Oberwüstegiersdorf)
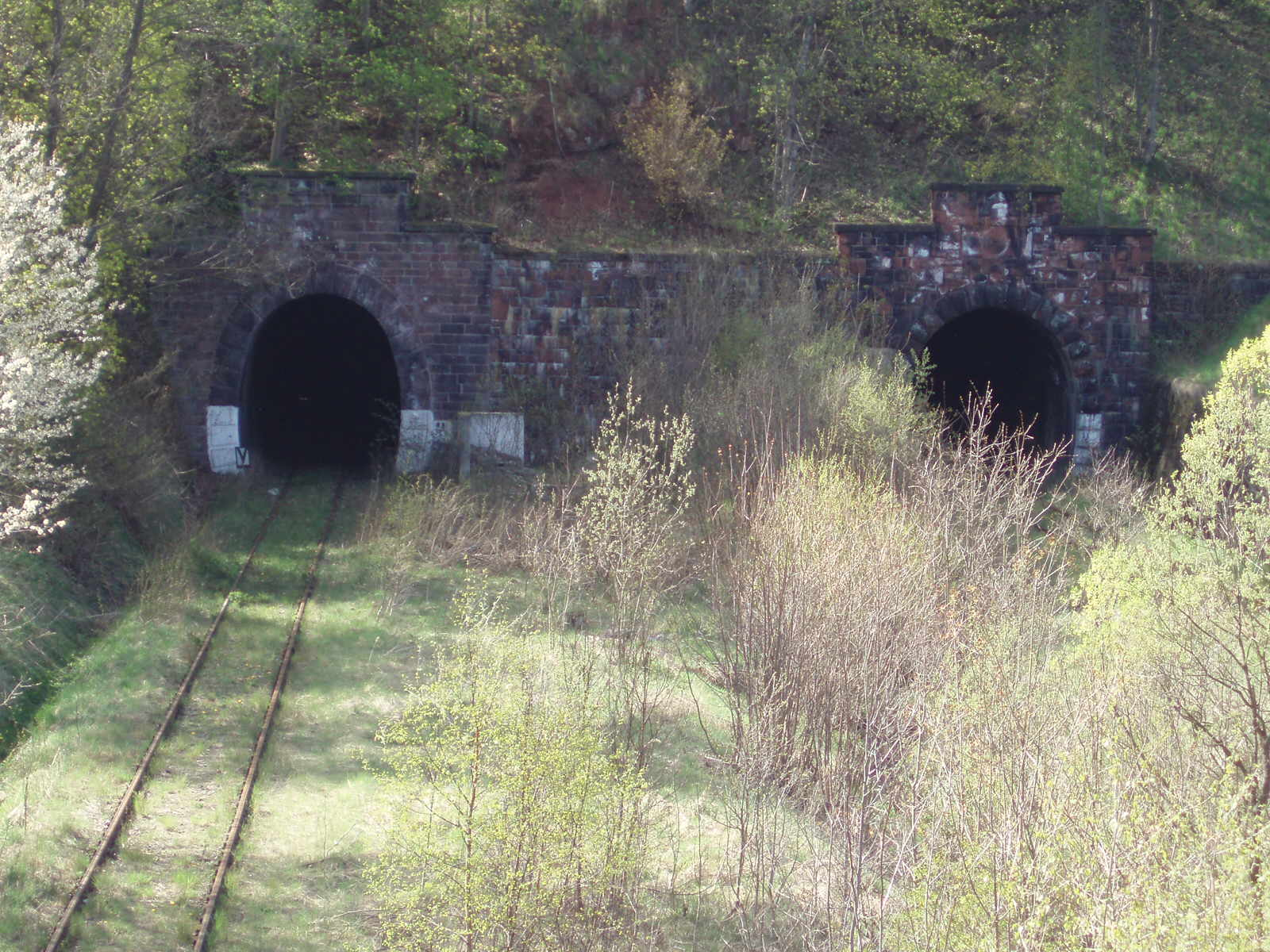
Eisenbahntunnel bei Niederkönigswalde
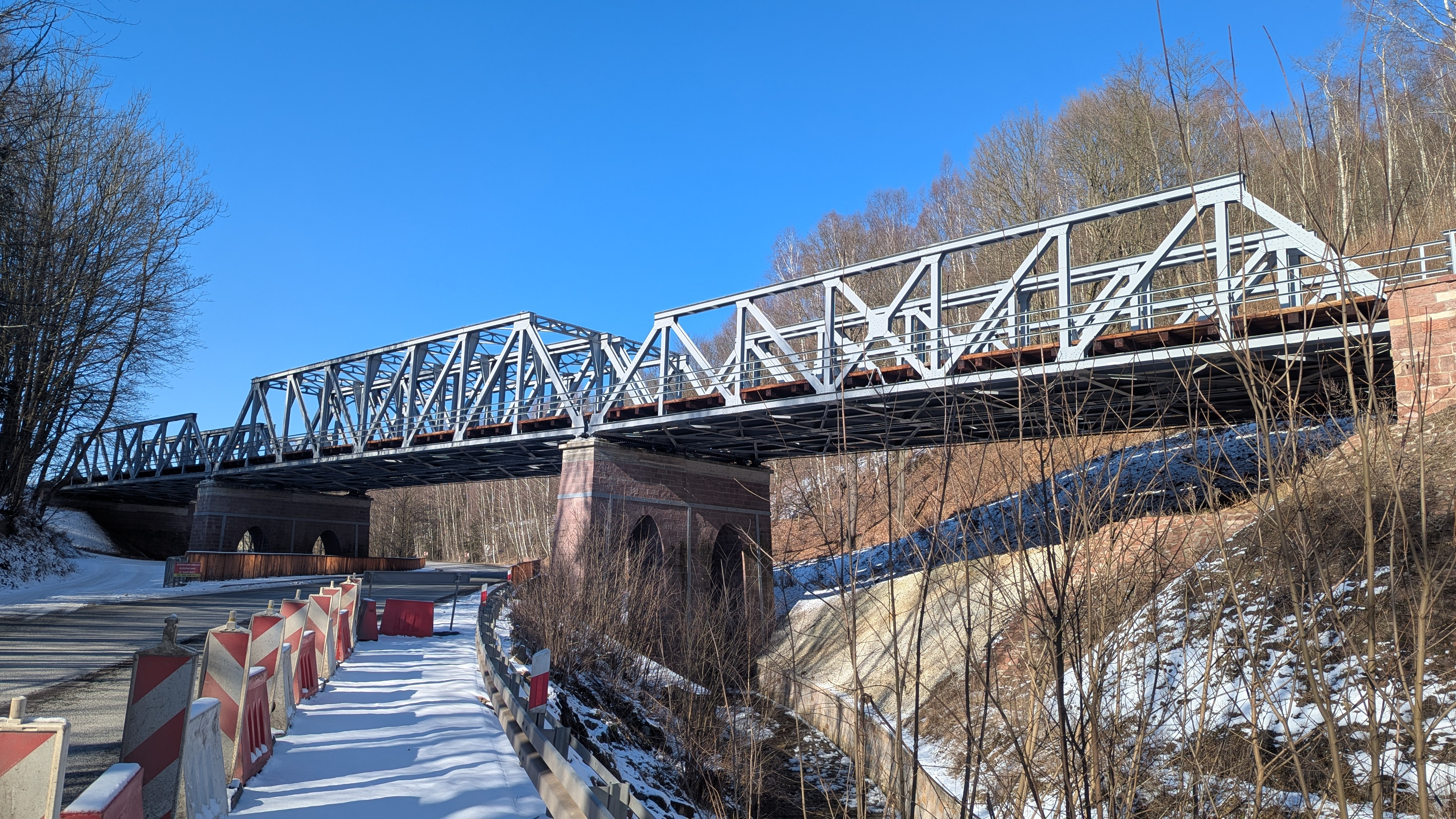
Wiadukt Włodzica (über den Fluss Waldizt)
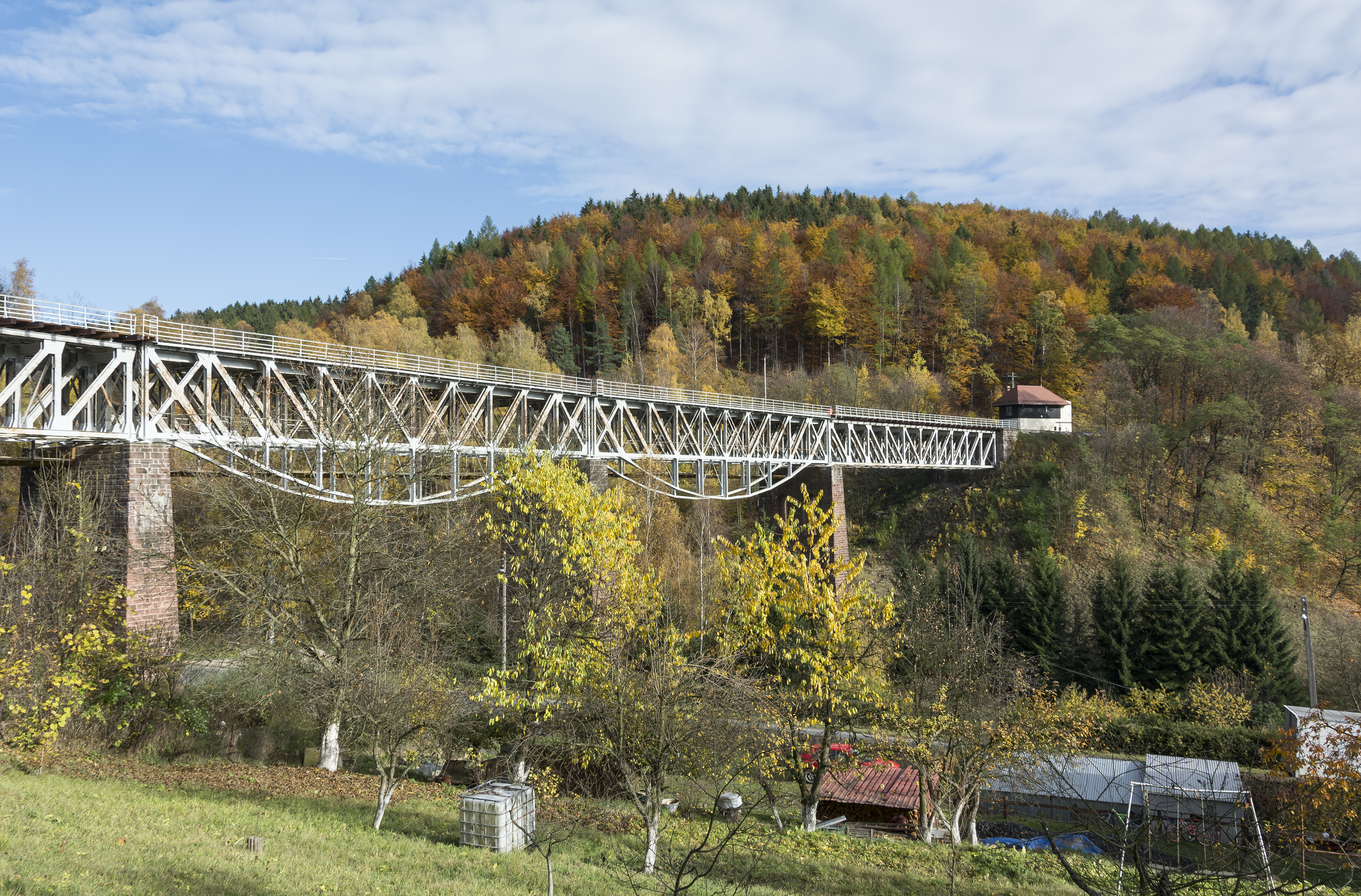
Wiadukt Ludwikowice (Ludwigsdorf)
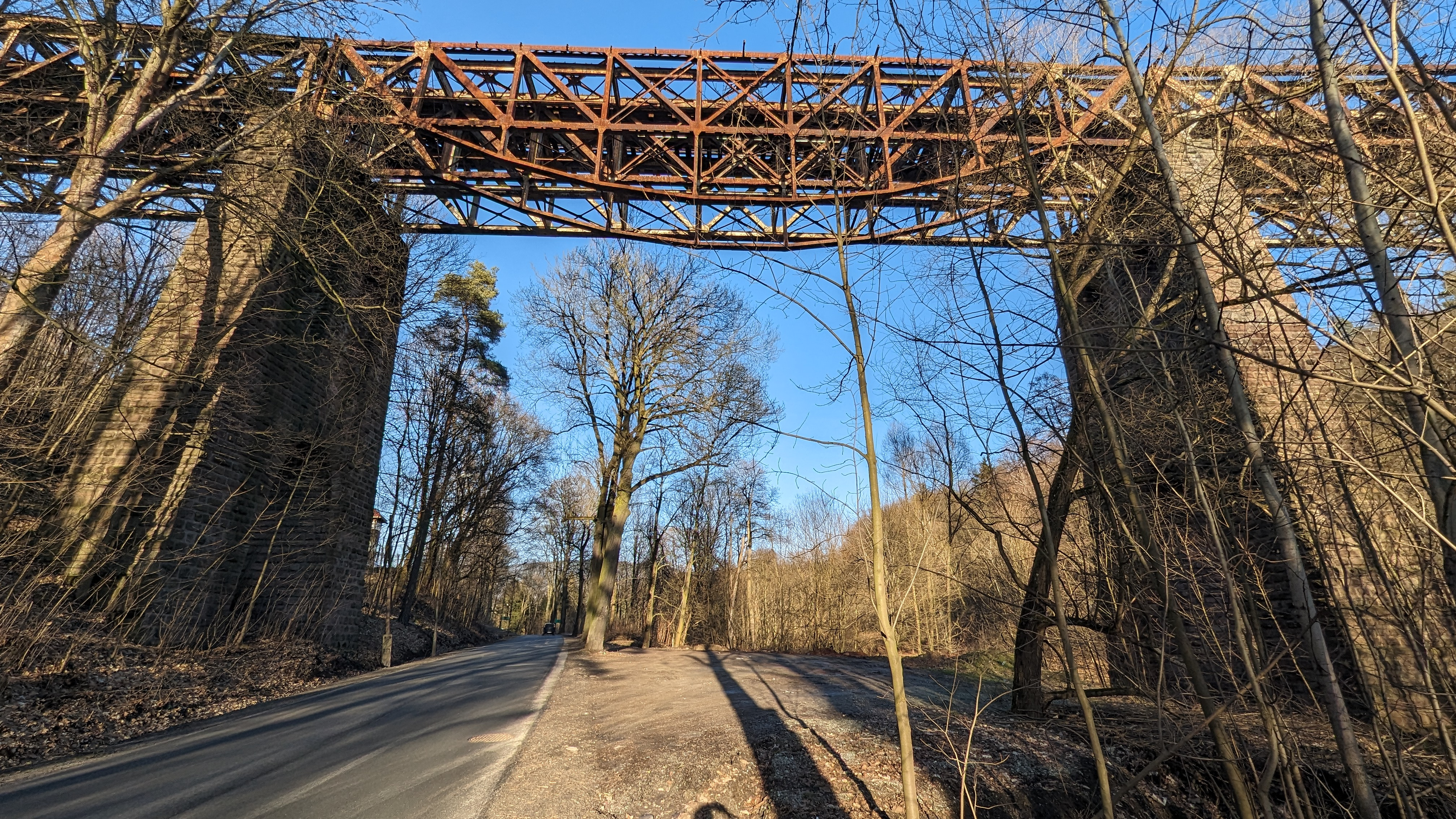
Wiadukt Zdrojowisko (Centnerbrunn)
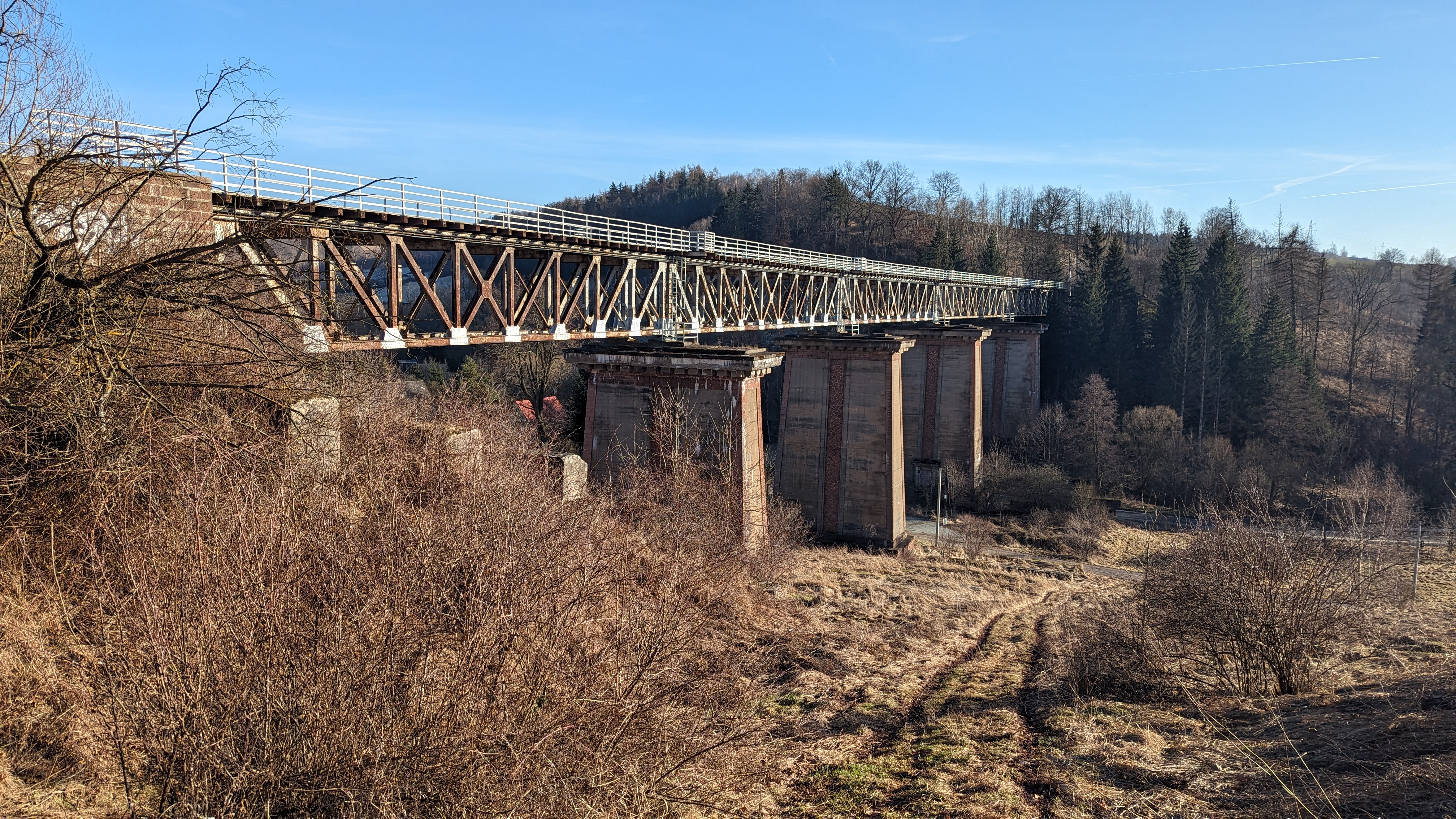
Wiadukt Drogosław (Leeden-Viadukt bei Kunzendorf)
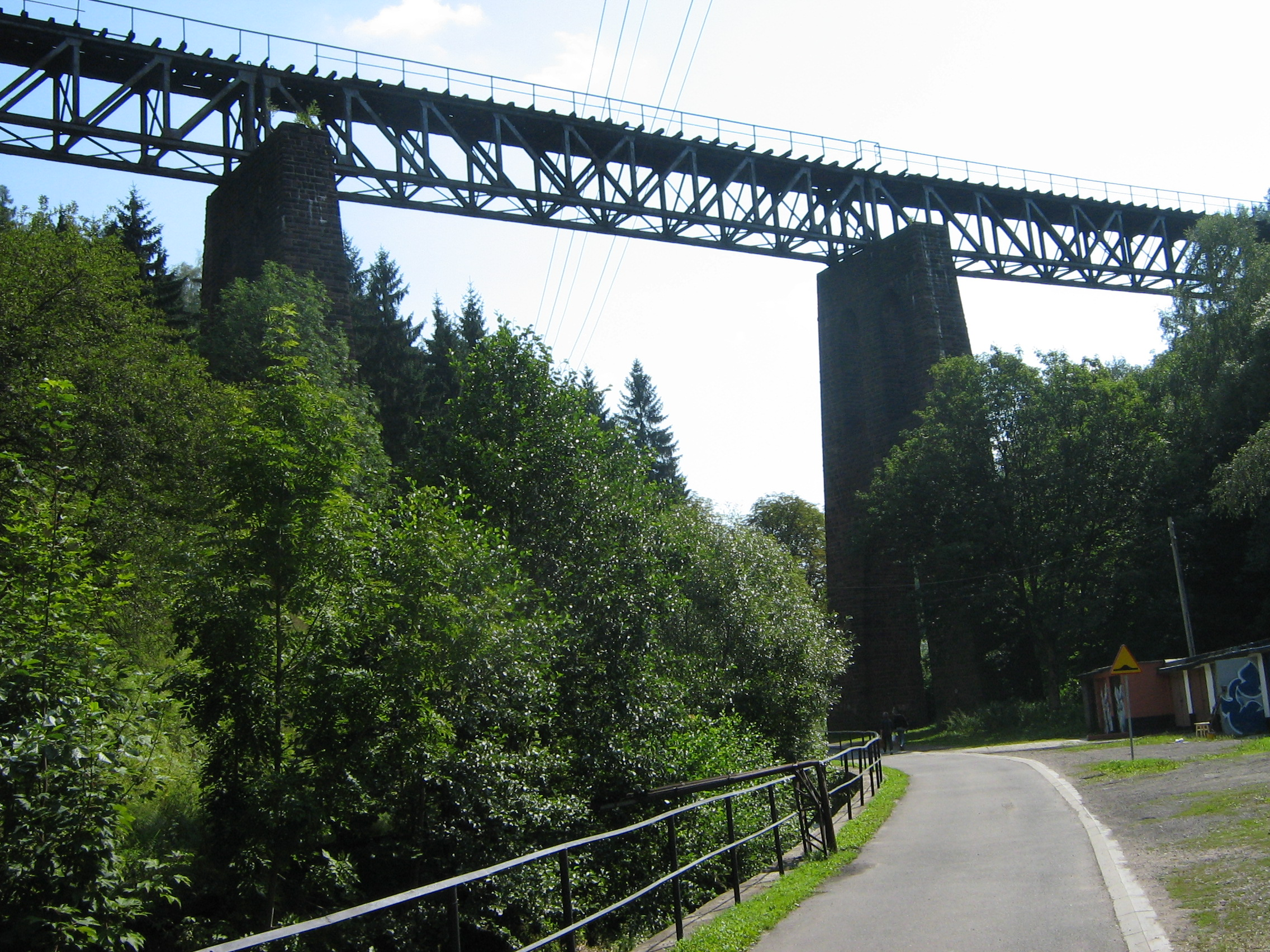
Wiadukt Woliborką (Viadukt Neurode)
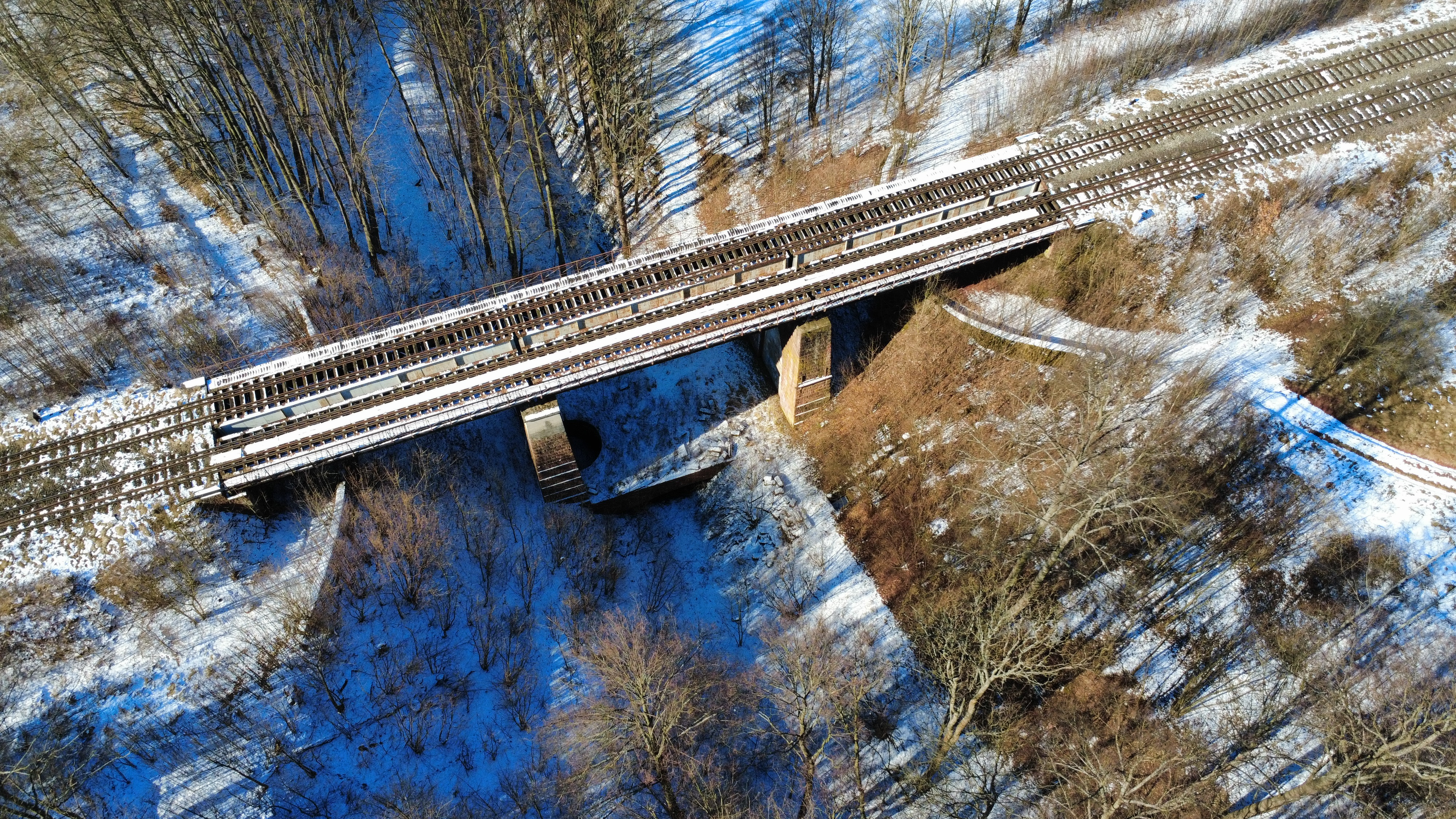
Wiadukt Włodowice (Viadukt bei der Stadt Waldniz)
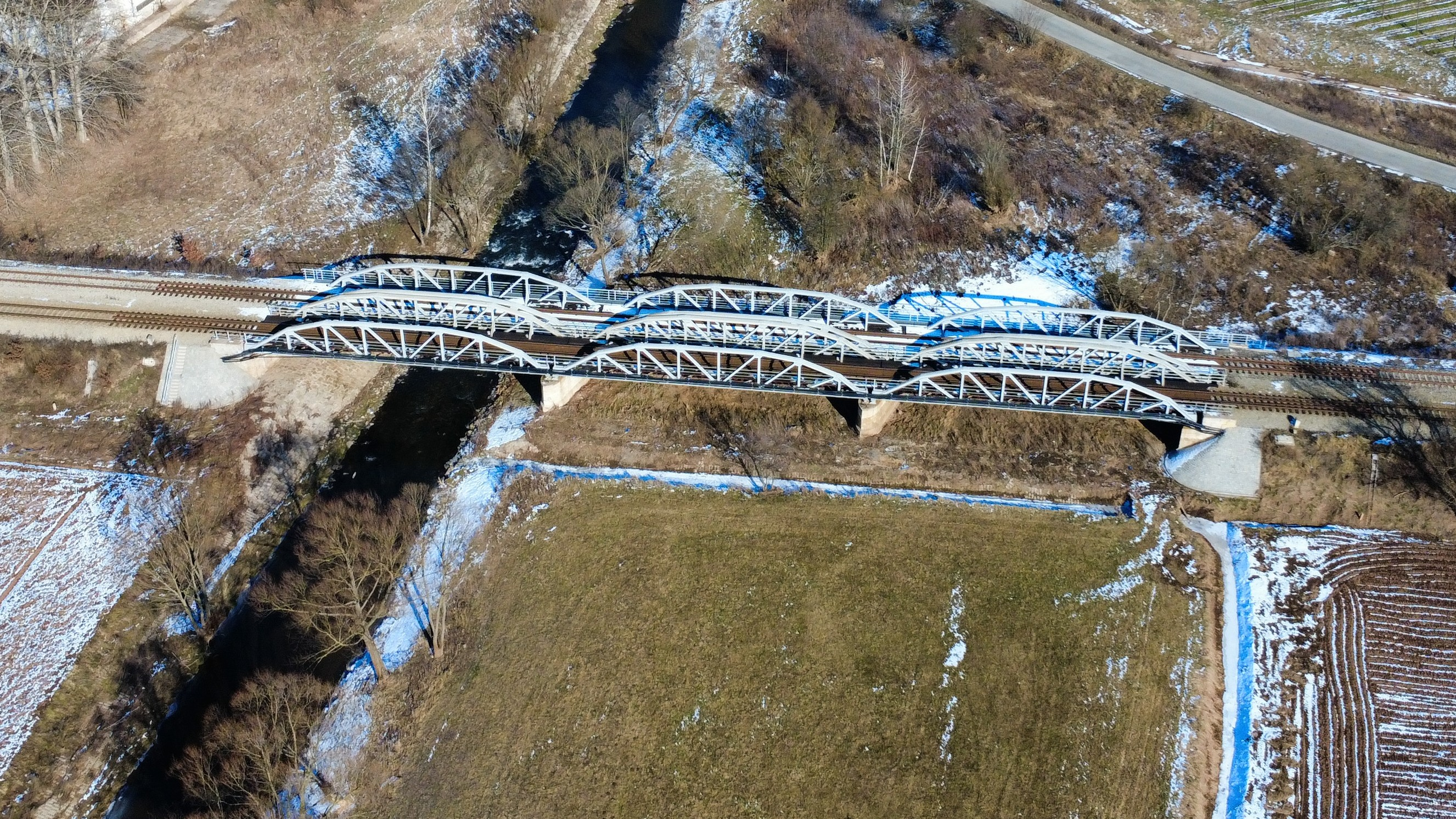
Wiadukt Ścinawka (Viadukt über die Steine)
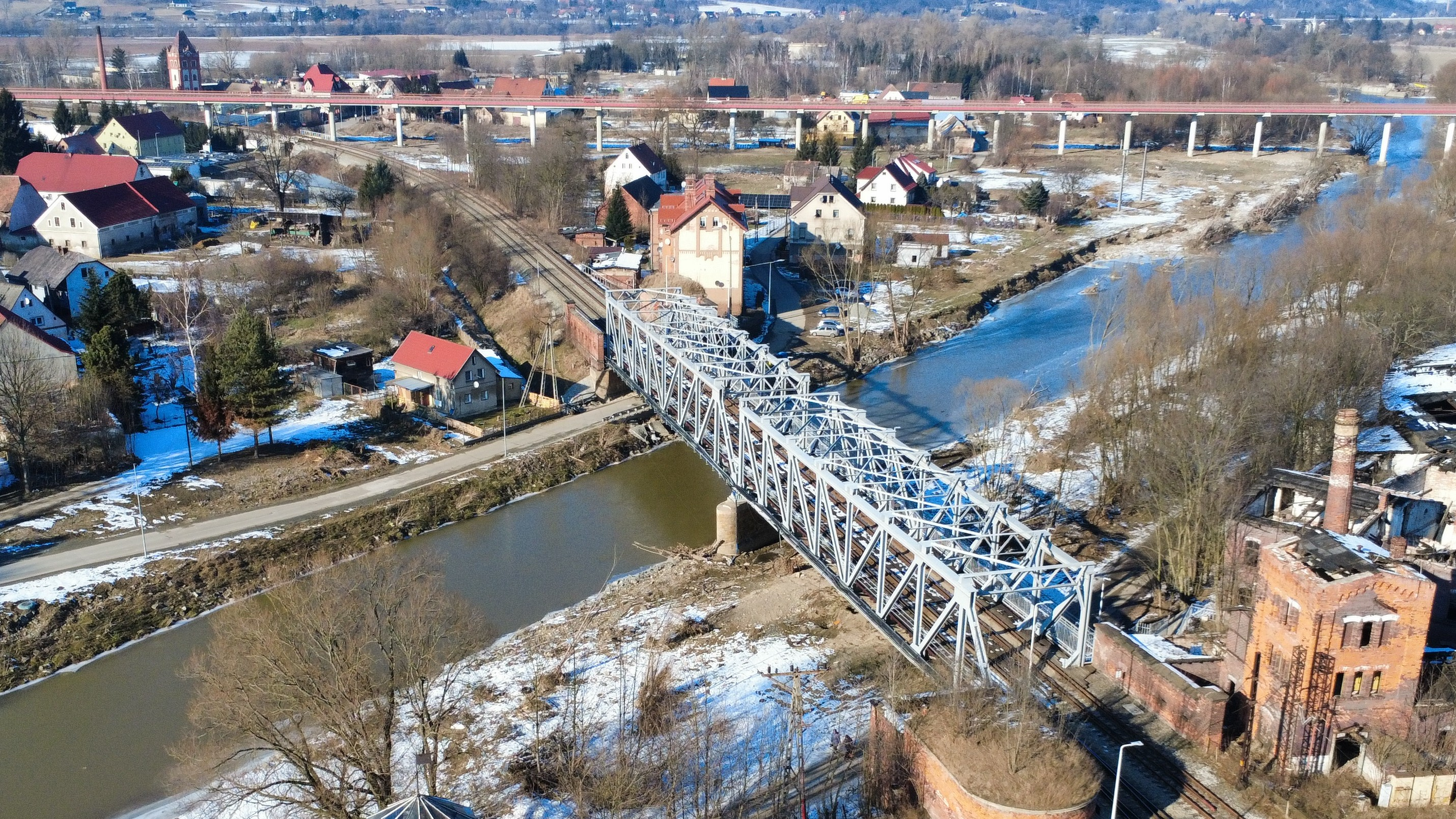
Wiadukt Nysa Kłodzka (Viadukt über die Glazer Neiße)